# Csányoszró megállóhely
Csányoszró megállóhely egy Baranya vármegyei vasúti megállóhely Csányoszró településen, a MÁV üzemeltetésében. Napjainkban a megállóhelyen csak teherforgalom zajlik.

## Vasútvonalak
A megállóhelyet az alábbi vasútvonalak érintik:
- Középrigóc–Villány-vasútvonal

## Kapcsolódó állomások
A vasúti megállóhelyhez az alábbi állomások vannak a legközelebb:
- Sellye vasútállomás (Középrigóc vasútállomás, Középrigóc–Villány-vasútvonal)
- Nagycsány megállóhely (Nagyharsány vasútállomás, Középrigóc–Villány-vasútvonal)

## Forgalom
A megállóhelyen, és vele együtt a vasútvonal egy szakaszán a személyforgalom 2007. március 4-e óta szünetel.

## Megközelítés
A megállóhely a falu északi szélén helyezkedik el, közúti megközelítését az 5804-es útból kiágazó 58 315-ös számú mellékút – a helyi Szabadság utca – biztosítja.